# باي دوك
باي دوك (بالإنجليزية: Pydoc)‏ هو مولد وثائق قياسي للغة البرمجة بايثون، شبيه لبيرل دوك الخاص ببيرل وجافا دوك الخاص بجافا. يسمح باي دوك للمستخدم للولوج إلى ملفات مساعدة بايثون، يولد النص ولغة ترميز النص الفائق بمعلومات الصفحة، ويجد المولد المناسب للمهمة.